# Stretton (Derbyshire)
Stretton è un villaggio e parrocchia civile dell'Inghilterra, appartenente alla contea del Derbyshire.